# Középcsöpöny
Középcsöpöny (szlovákul Stredný Čepeň, németül Mittel-Chepen) Szered város  településrésze, korábban önálló község Szlovákiában, a Nagyszombati kerületben, a Galántai járásban.

## Fekvése
Szered északi, külterületi része a Vág jobb partján, a központtól 3 km-re északra. A három Csöpöny közül a középső, északról Felsőcsöpöny, délről Alsócsöpöny határolja. Ma mindhárom település Szeredhez tartozik.

## Története
Egykor nemesi község volt a semptei váruradalom részeként. Később az Eszterházy család birtoka lett.
Vályi András szerint "Közép Csöpöny. Tót falu Posony Vármegyében, az előbbieknek szomszédságában, földes Ura Gróf Eszterházy Uraság, lakosai katolikusok, határja termékeny, fája, legelője elég, réttye kevés, második Osztálybéli."
Fényes Elek szerint "Közép-Csöpöny, (Mittel Csepen), tót falu, Pozson vgyében, 240 kath., 4 zsidó lak. F. u. gr. Eszterházy Károly. Mind a három falu a Vágh vize mellett; fekszik Szeredtől éjszakra 1/2 órányira. Határja a Vágh mentiben kavicsos, de beljebb termékeny; rétjeik, legelőjök jó."
A trianoni békeszerződésig Pozsony vármegye Nagyszombati járásához tartozott. 1944-ben Szeredhez csatolták.

## Népessége
1910-ben 348, túlnyomórészt szlovák lakosa volt.

## Külső hivatkozások
- Szered város hivatalos oldala
- Szered Szlovákia térképén
- Csöpöny a búcsújárás honlapján